# Карл Віцелль
Ганс Карл Теодор Ернст Віцелль (нім. Hans Karl Theodor Witzell; нар. 18 жовтня 1884, Хірсфельд, біля Везеля — пом. 31 травня 1976, Західний Берлін) — німецький воєначальник часів Третього Рейху, генерал-адмірал Крігсмаріне (1941).

## Біографія
1 квітня 1902 року вступив в кайзерліхмаріне. Пройшов підготовку у військово-морському училищі і на важкому крейсері «Грета». З 13 травня 1905 року служив на лінійних кораблях, легких крейсерах. З 2 жовтня 1908 року — вахтовий офіцер на лінійному кораблі «Віттельсбах». У 1910-11 роках — командир роти кадрованого батальйону. Учасник Першої світової війни. З 23 вересня 1913 року — 3-й артилерійський офіцер на лінійному кораблі «Ольденбург», з 4 вересня 1915 року — артилерійський офіцер на легкому крейсері «Емден». Брав участь в крейсерських операціях в Атлантиці; 3-й артилерійський офіцер на лінійному кораблі «Ольденбург». З 31 травня 1916 року — 1-й артилерійський офіцер на легкому крейсері «Ельбінг» (брав участь у битві в Скагерраку). З 2 червня 1916 по 12 жовтня 1919 року — 1-й офіцер і штурман легкого крейсера «Грауденц».
Після демобілізації армії залишений на флоті, брав участь в організації берегової оборони. З 11 січня 1926 року — 1-й офіцер лінійного корабля «Брауншвейг», з 1 лютого 1926 року — «Шлезвіг-Гольштейн». 1 жовтня 1927 року переведений в Управління озброєнь і призначений генеральним референтом Відділу з розвитку артилерійських озброєнь. 1 жовтня 1928 року очолив Відділ військово-морських озброєнь. Коли 1 жовтня 1934 року було сформовано Управління озброєнь в складі Морського керівництва (пізніше ОКМ), Віцелль був поставлений на його чолі. Керував розробкою і виробництвом всього нового озброєння для ВМФ, проте незабаром тут було розкрито безліч недоробок, в тому числі в області виробництва торпед. Одночасно був президентом Ради з нових розробок ОКМ. 31 серпня 1942 року зміщений і зарахований у розпорядження головнокомандувачі ВМС, а 30 вересня звільнений у відставку. Надалі на важливі пости не призначався, був імперський радником в Імперському міністерстві озброєнь і боєприпасів.
8 травня 1945 року взятий в полон радянськими військами в Берліні. Утримувався у в'язницях і таборах під Москвою. 29 червня 1950 року військовим трибуналом військ МВС Московської області засуджений до 25 років ув'язнення в таборах. 7 жовтня 1955 року переданий владі ФРН і звільнений. У ФРН був членом-засновником Робочого товариства оборонної техніки.

## Сім'я
14 серпня 1914 року одружився з Люсі Вери фон Лімонт. В пари народились 4 дітей.

## Нагороди
Військова кар'єра
- 1 квітня 1902 — фенріх ВМС
- 29 вересня 1905 — лейтенант-цур-зее
- 15 жовтня 1907 — обер-лейтенант-цур-зее
- 22 березня 1913 — капітан-лейтенант
- 29 червня 1920 — корветтен-капітан
- 1 квітня 1927 — фрегаттен-капітан
- 1 грудня 1928 — капітан-цур-зее
- 1 вересня 1930 — контр-адмірал
- 1 грудня 1935 — віце-адмірал
- 1 листопада 1937 — адмірал
- 1 квітня 1941 — генерал-адмірал

- Орден Данеброг, лицарський хрест (Данія; 30 липня 1906)
- Залізний хрест 2-го і 1-го класу
- Військовий Хрест Фрідріха-Августа (Ольденбург) 2-го і 1-го класу
- Хрест «За вислугу років» (Пруссія) (25 років)
- Почесний хрест ветерана війни з мечами
- Медаль «За вислугу років у Вермахті»
  - 4-го, 3-го, 2-го і 1-го класу (25 років; 2 жовтня 1936) — отримав 4 нагороди однчасно.
  - особливого класу (40 років; 1942)
- Орден Заслуг (Угорщина), великий хрест
- Застібка до Залізного хреста 2-го і 1-го класу
- Хрест Воєнних заслуг 2-го і 1-го класу з мечами
- Почесний кинджал крігсмаріне (30 вересня 1942)
- Лицарський хрест Хреста Воєнних заслуг з мечами (6 жовтня 1942)